# الستاهاگ
الستاهاگ (به لاتین: Alstahaug) یک شهرداری در نروژ است که در نوردلند واقع شده‌است.

## خصوصیات
الستاهاگ ۱۸۷٫۲۲ کیلومترمربع مساحت و ۷٬۲۹۶ نفر جمعیت دارد.